# Kakamega (distrikt)
Kakamega är ett av Kenyas 71 administrativa distrikt, och ligger i provinsen Västprovinsen. År 1999 hade distriktet 603 422 invånare. Huvudorten är Kakamega.